# Phantomtor
Phantomtor (von griechisch ‚Phantasma‘, ‚Phantasie‘, was „Trugbild“, „unwirkliche Erscheinung“ oder „Einbildung“ bedeutet) ist eine Bezeichnung aus der Sportberichterstattung und steht für ein Tor, das vom Schiedsrichter anerkannt wird, obwohl der Ball oder Puck die Torlinie nicht den Regeln entsprechend überschritten hat. Die Bezeichnung wird auf das wohl bekannteste Phantomtor im Jahr 1994 durch Thomas Helmer in der Fußball-Bundesliga zurückgeführt.

## Fußball

### Reinhold Wosab, 1965 – Bundesliga
Das erste Phantomtor in der deutschen Bundesliga erzielte Reinhold Wosab am 27. März 1965 im Spiel Borussia Dortmund gegen Karlsruher SC. Sein Treffer zum 4:1 für Dortmund in der 74. Minute war irregulär, da der Ball durch das Außennetz ins Tor gelangte. Das Endergebnis dieser Begegnung des 25. Spieltags lautete 5:1. Ein Wiederholungsspiel gab es nicht.

### Dieter Kobel, 1978 – Zweite Bundesliga Süd
Am 21. Oktober 1978 erlebte die Zweite Bundesliga Süd ein Phantomtor. In der 63. Minute der Begegnung des 12. Spieltags zwischen Borussia Neunkirchen und den Stuttgarter Kickers (Endstand 4:3) ging ein Schuss von Dieter Kobel beim Stand von 3:3 am Tor vorbei. Der Ball sprang von hinten am Netz so hoch, dass der Eindruck entstand, er sei im Tor – und der Schiedsrichter entschied, auch mit Unterstützung seines Linienrichters, auf Tor. Angesichts der Fernsehbilder wurde das Spiel nicht gewertet und neu angesetzt; die Stuttgarter Kickers gewannen das Wiederholungsspiel mit 1:0. Es war das erste Mal, dass eine sogenannte Tatsachenentscheidung eines Schiedsrichters nicht Bestand hatte.

### Arne Larsen Økland, 1981 – Bundesliga
Ein weiteres Phantomtor in der Fußball-Bundesliga fiel am 7. März 1981 im Spiel TSV Bayer 04 Leverkusen gegen Bayern München. Beim Spielstand von 3:0 für Leverkusen traf dessen Stürmer Arne Larsen Økland, dem in der ersten Halbzeit ein Hattrick gelungen war, die rechte Netzstange hinter dem Tor. Von dort prallte der Ball so ans Außennetz, dass Schiedsrichter Udo Horeis zunächst auf Tor erkannte. Dass der Ball nicht im Tor war, teilte Økland jedoch kurz vor dem folgenden Anstoß dem Unparteiischen mit, der seine Entscheidung daraufhin revidierte und das Spiel mit einem Abstoß für Bayern München fortsetzen ließ. Für seine Aktion erhielt der norwegische Stürmer später die Fair-Play-Plakette des Weltverbandes FIFA.

### Thomas Helmer, 1994 – Bundesliga
Das vermutlich bekannteste Phantomtor gelang Thomas Helmer am 23. April 1994 am 32. (drittletzten) Spieltag für den FC Bayern München gegen den 1. FC Nürnberg im Fränkisch-Bayerischen Derby.
In der 26. Spielminute gelangte der Ball nach einer Ecke für München zu Helmer, der sich in aussichtsreicher Position vor dem Nürnberger Tor befand. Er konnte den Ball jedoch nicht unter Kontrolle bringen, und dieser rollte, von Helmers Bein prallend, am linken Pfosten vorbei ins Aus, ohne zuvor die Torlinie überquert zu haben. Linienrichter Jörg Jablonski glaubte den Ball jedoch im Tor und signalisierte dies Schiedsrichter Hans-Joachim Osmers, der den Treffer anerkannte. Bayern München gewann das Spiel letztlich 2:1. Innerhalb der notwendigen Frist legte Nürnberg Einspruch gegen die Spielwertung ein. Im Nachhinein erklärte der DFB das Tor für ungültig und begründete dies mit einem Regelverstoß des Schiedsrichters. Eine Tatsachenentscheidung des Schiedsrichters sei zwar grundsätzlich endgültig, nach Auffassung des DFB-Sportgerichts lag eine solche allerdings gerade nicht vor: Der Schiedsrichter habe sich per Blickkontakt auf die Entscheidung des Linienrichters verlassen. Dieser wollte dem Referee in diesem Moment allerdings gar nicht signalisieren, ob ein Tor zu geben sei oder nicht, sondern beurteilte eine vorherige Spielsituation. Der Schiedsrichter müsse sich davon überzeugen, dass der Linienrichter ihm auch tatsächlich zu genau der Situation Auskunft erteilt, zu der er Informationen wünscht. Dass er dies hier nicht getan habe, sei der entscheidende Regelverstoß. Demnach liege keine Tatsachenentscheidung vor. Daraufhin wurde das Spiel für den 3. Mai 1994 neu angesetzt. Bayern München gewann das Wiederholungsspiel mit 5:0.

### Jerren Nixon, 2001 – Nationalliga A
Beim Klassiker zwischen dem FC St. Gallen und dem FC Basel auf dem Espenmoos am 22. April 2001 schlug der St. Galler Jerren Nixon in der 46. Minute eine Flanke, die der Basler Torhüter Miroslav König klar vor der Linie abwehrte. Zum Erstaunen aller entschied der Schiedsrichter auf Geheiß seines Assistenten auf Tor. Der FC Basel verlor das Spiel mit 2:3 und legte einen Protest gegen die Wertung ein, welcher jedoch auf Grund der Tatsachenentscheidung des Schiedsrichters abgewiesen wurde.

### Stefan Kießling, 2013 – Bundesliga
Beim Erstligaspiel TSG 1899 Hoffenheim gegen Bayer 04 Leverkusen am 9. Spieltag am 18. Oktober 2013 köpfte der Leverkusener Stefan Kießling beim Stand von 0:1 seitlich von außen ans Netz; trotzdem landete der Ball durch ein Loch in den Maschen des Netzes, das offenbar vor Spielbeginn nicht hinreichend kontrolliert worden war, innerhalb des Raums zwischen den Pfosten hinter der Torlinie. Schiedsrichter Felix Brych gab den „Treffer“. Das Spiel endete 1:2. Hoffenheim legte Einspruch gegen die Spielwertung ein, der jedoch am 28. Oktober 2013 von dem Sportgericht des Deutschen Fußball-Bundes abgewiesen wurde, da es sich um eine Tatsachenentscheidung des Schiedsrichters handele, die nach dem Regelwerk endgültig sei. Bei Sportrechtlern stieß das Urteil auf ein geteiltes Echo. Das Torgehäuse mitsamt dem löchrigen Netz befindet sich seit März 2015 im Auto- und Technikmuseum Sinsheim.

### Gabriel Torres, 2017 – Qualifikation zur Fußball-WM 2018
Am letzten Spieltag der CONCACAF-Qualifikation zur Fußball-Weltmeisterschaft 2018 spielte Panama gegen Costa Rica. Beim Stand vom 1:0 für Costa Rica bugsierte Panamas Stürmer Gabriel Torres einen Eckball zweifelsfrei neben das Tor, trotz heftiger Proteste von Costa Rica wurde aber das 1:1 gegeben. Dies trug dazu bei, dass Panama mit einem 2:1-Sieg zum ersten Mal die WM-Qualifikation schaffte und sogar ein Nationalfeiertag ausgerufen wurde.

### Treffer des Typs „Wembley-Tor“
Mitunter werden auch vermeintliche Treffer, die dem Wembley-Tor ähneln, als Phantomtor bezeichnet. Dabei springt der Ball nach einem Schuss an die Latte, von dort auf den Boden, ohne die Linie zu überqueren, und anschließend wieder vom Tor weg – und das Schiedsrichtergespann entscheidet dennoch auf Tor. Das namensgebende und bekannteste Tor dieser Art, das Wembley-Tor, war der 3:2-„Treffer“ von Geoff Hurst im WM-Endspiel von 1966 zwischen der englischen und der deutschen Fußballnationalmannschaft im Londoner Wembley-Stadion. Das Spiel endete mit einem 4:2-Sieg der Engländer und deren bislang einzigem Weltmeistertitel.
Am 17. Januar 2010 erlebte auch die eingleisige Zweite Bundesliga ihr erstes Phantomtor: In der 81. Minute der Begegnung des 18. Spieltags zwischen dem MSV Duisburg und dem FSV Frankfurt beförderte Duisburgs Angreifer Christian Tiffert den Ball an die Latte des Frankfurter Gehäuses; von dort landete er klar ersichtlich mindestens einen Meter vor der Torlinie und sprang zurück ins Feld, worauf Schiedsrichter-Assistent Thomas Münch zur Überraschung aller Tor signalisierte. Schiedsrichter Marco Fritz verließ sich auf seinen Assistenten und erkannte den Treffer an. Der DFB erklärte das Tor in diesem Fall für gültig und berief sich dabei auf die Tatsachenentscheidung des Referees. Der FSV verzichtete angesichts des klaren Resultats von 5:0 für Duisburg auf einen Protest.
Ein Phantomtor ereignete sich auch in der dritten Viertelfinalpartie der Fußball-Afrikameisterschaft 2010 zwischen Ägypten und Kamerun. Kameruns Torwart Idriss Carlos Kameni ließ einen Freistoß von Ahmed Hassan an die Latte abprallen, von welcher der Ball vor der Torlinie aufsprang. Schiedsrichter Jerome Damon erkannte jedoch auf Tor.
Marcell Jansen erzielte in der Bundesliga-Partie am 6. März 2011 zwischen dem Hamburger SV und dem 1. FSV Mainz 05 ein Phantomtor, nachdem sein Volleyschuss von der Latte aus klar vor der Torlinie aufgesprungen war. Schiedsrichter Babak Rafati entschied auf Anraten des Schiedsrichterassistenten Christoph Bornhorst jedoch auf Tor.
Am 2. September 2024 erzielte Alexandra Popp  in der Frauen-Bundesliga-Partie zwischen dem VfL Wolfsburg und Werder Bremen beim Stand von 2:3 ein Phantomtor, als sie einen Flugball von Bremens Torhüterin Livia Peng aus kurzer Distanz blockte. Der Ball prallte von Popp auf die Torlinie, sprang aufgrund des erhaltenen Effets jedoch wieder vor die Torlinie, sodass Peng den Ball aufnehmen konnte. Schiedsrichterin Nadine Westerhoff entschied dennoch auf Tor zum späteren 3:3-Endstand. Popp gab später an, dass sie zunächst jubelte, um die Schiedsrichterin zu beeinflussen. Auch hätte das Tor ihrer Ansicht nach nicht zählen dürfen, da sie den Ball mit dem Arm blockte und das Tor somit ohnehin irregulär gewesen wäre.

## Eishockey
In der DEL-Saison 2003 endete ein Spiel zwischen den Kölner Haien und den DEG Metro Stars 6:4. In der 49. Minute erzielte Steve Palmer das vermeintliche 5:4 für die Kölner. Schiedsrichter Hellwig zog den Videobeweis, wie im Eishockey bei strittigen Entscheidungen üblich, zu Rate. Er verwendete die Übertorkamera und entschied auf Tor. Die Fernsehbilder lösten später jedoch klar auf, dass der Puck die Linie nicht überschritten hatte. Die Metro Stars legten nach dem Spiel Protest ein. Dieser wurde abgewiesen und das Ergebnis hatte Bestand.
In der Partie USA gegen Finnland bei der Eishockey-Weltmeisterschaft der Herren 2008 übersah der Videorichter beim 1:2-Anschlusstreffer durch Ville Koistinen, dass der Puck durch ein Loch im Netz von der Seite ins Tor gelangt war. Auch dank dieses Treffers gewannen die Finnen das Spiel am Ende mit 3:2. Beide Mannschaften waren jedoch schon vor dem Spiel für das Viertelfinale qualifiziert.